# Tofta församling, Visby stift
Tofta församling var en församling i Visby stift. Församlingen uppgick 2006 i Eskelhem-Tofta församling.
Församlingskyrka var Tofta kyrka.

## Administrativ historik
Församlingen har medeltida ursprung.
Församlingen utgjorde under 1300-talet ett eget pastorat för att därefter till 2006 vara annexförsamling i pastoratet Eskelhem och Tofta som 1962 utökades med Valls, Hogräns och Atlingbo församlingar. År 2006 slogs församlingarna Eskelhem och Tofta samman och bildade Eskelhem-Tofta församling.
Församlingskod var 098054.